# El submarino (programa de televisión)
El submarino era un programa de televisión producido entre 1996 y 2001 en La Serena, capital de la Región de Coquimbo, en Chile. Se emitió en varios canales de la televisión regional, incluyendo Cablevisión, Telenorte y Canal 9 UCV Televisión.

## Historia
El submarino nació de la idea del productor de televisión Rodrigo Díaz, quien a la postre se convertiría en el conductor del programa. Díaz reclutó a varios jóvenes profesionales de La Serena y Coquimbo para la realización de un programa misceláneo de corte juvenil, que iba a ser exhibido por la señal de Cablevisión.
Al poco tiempo el programa varió hacia una función más de entretención y se fueron creando secciones y personajes que con el paso del tiempo se transformaron en espacios estables dentro del programa.

### Consolidación
En 1997 Cablevisión fue comprado por VTR y el canal pasó a denominarse VTR Cablexpress. Esta fue la época de mayor trascendencia del programa, con reconocimiento público y en los medios de los personajes y secciones que se mostraban. Habitualmente sus miembros participaban de eventos, festivales y actividades públicas donde eran solicitados.
A comienzos de 1998 VTR decidió cerrar el canal de cable y el equipo de producción logró trasladarse a un canal de televisión abierta, Telenorte. Sin embargo, este canal arrastraba un fuerte déficit financiero desde hace años, y terminó por cerrar su sede y estudios en La Serena ese mismo año.
En 1999 nuevamente la producción de El submarino intentó con un canal de televisión abierta, la Señal 9 de UCV. Sin embargo, y al igual que en el caso anterior, mantener este canal no resultaba viable y terminó cerrándose.

### Término
Luego de varias deserciones en el equipo, El submarino dejó de aparecer el año 2001. La última vez que el programa salió al aire fue a través de las pantallas de Canal 9 UCV Televisión.

## Características
Durante los primeros 3 años de existencia, El submarino fue un programa "envasado", es decir, íntegramente grabado y editado antes de salir al aire. Las secciones eran preparadas en una pauta de grabación de acuerdo a las fechas de aparición, que al poco tiempo pasó de 1 a 2 veces a la semana.
En la época de Telenorte fue transmitido con una conducción en vivo, con las secciones grabadas, dando un excelente resultado de sintonía. Luego volvió al formato envasado y posteriormente de nuevo a la conducción en vivo y en directo.
El programa constaba de varias secciones que se transformaron en permanentes en el programa, entre ellas "Cocinando con Hambre", una parodia a los programas de cocina de la época; y "Los Vampiros", sección de humor con personajes vestidos de vampiro. Otras secciones mostraban Cine, Música, Panoramas, Moda, Cultura, y Exposiciones. Asimismo surgieron personajes como "El Loco David", "Tutti", "Chalo", "Chicoman", que se fueron plasmando en la retina de los televidentes.
Las grabaciones se hacían en exteriores, tanto en el centro de la ciudad como en los alrededores. Eran habituales los paseos al Valle de Elqui, Guanaqueros o Totoralillo. Todos los integrantes terminaron siendo muy cercanos y amigos, en algunos casos.

## Integrantes
Esta es una lista casi completa de los integrantes del programa:
- Rodrigo Díaz
- Christian Seriche
- Roberto Herrera
- Jaime Rojas
- Rodrigo Lagos
- Cristián Gajardo
- Jorge Vasconcellos
- Verónica Alfaro
- Cinthia Zapata
- Rodrigo González
- Jorge Jorquera
- Daniel Silva
- Marcia Zapata
- Pablo Caballero
- Perla Órdenes
- Fernando Molina
- Paula Díaz
- Marcelo Castillo
- Susana Silva

## Presente y futuro
En los encuentros entre los integrantes se abre alguna posibilidad de producir el programa nuevamente, aunque siempre ha sido una declaración que no ha sido llevada a la práctica todavía, y no tiene fecha de realizarse.